# 貝志高

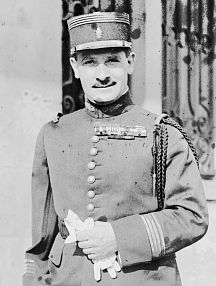
貝志高

貝志高（俄语：Зиновий Алексеевич Пешков；音譯齐诺维·彼什科夫，1884年10月16日—1966年11月27日）俄罗斯裔法国将军、外交官，准将军衔。
生于俄罗斯帝国犹太人家庭，俄罗斯革命家、苏俄领导人雅科夫·米哈伊洛维奇·斯维尔德洛夫的哥哥，苏联作家马克西姆·高尔基养子，掌握7国语言，包括阿拉伯语、汉语和日语。
1914年加入法国外籍兵团，参加了第一次世界大战、里夫战争和第二次世界大战，1944年作为法蘭西民族解放委員會駐華代表访问中华民国，与蒋中正会面。法國臨時政府獲國民政府承認後，任法國駐中華民國大使。1946年担任法国驻日本大使。